# Mari Okazaki
Mari Okazaki (jap. おかざき真里 Okazaki Mari) – japońska mangaka. Urodziła się 15 czerwca 1967 roku w Nagano w Japonii.

## Biografia
Mari Okazaki dorastała w Kansai. Od czasów szkoły średniej uczestniczyła w konkursach rysunkowych organizowanych przez różne czasopisma, dzięki czemu zdobyła doświadczenie i pieniądze na naukę w kierunku sztuk pięknych. Następnie dostała się na Uniwersytet Sztuk Pięknych w Tama. Po ukończeniu studiów rozpoczęła pracę w agencji reklamowej Hakuhōdō jako projektant i concept artist, gdzie została na pełnym etacie do 2000 roku.
Pierwszą pełną mangę opublikowała w 1994 roku – był to zbiór czterech onirycznych opowieści psychologicznych i romansowych Bathroom Gūwa. W następnych latach zdobyła kilka nagród, m.in. magazynu Fanroad Report Comics. Od 2000 roku zawodowo zajmuje się rysowaniem komiksów.